# 10. Regionalarmee
Die 10. Regionalarmee (jap. 第10方面軍, Dai-jū hōmengun) war von 1944 bis 1945 eine der Regionalarmeen des Kaiserlich Japanischen Heeres. Ihr Tsūshōgō-Code (militärischer Tarnname) war Bucht (湾, Wan, vgl. auch Taiwan).

## Geschichte
In der zweiten Hälfte des Jahres 1944 rüstete sich das japanische Oberkommando (Daihon’ei) für die antizipierte Landung der Alliierten, die von diesen Operation Downfall genannt wurde. Zu diesem Zweck zog sie Truppen hauptsächlich aus der Mandschurei und dem chinesischen Festland auf die japanischen Hauptinseln und Formosa zurück. Die auf der Insel stationierte Taiwan-Armee wurde dazu am 29. September 1944 unter dem Befehl von General Andō Rikichi in 10. Regionalarmee umbenamt und erhielt umfassende Verstärkungen. So wurde die 40. Armee direkt auf Formosa stationiert, während die 32. Armee auf der ca. 350 km entfernten Insel Okinawa ihre Stellung bezog. Insgesamt umfasste die 10. Regionalarmee acht Infanterie-Divisionen, sieben Selbstständige Gemischte Brigaden sowie die 8. Luft-Division.
Während die Verbände auf Formosa wegen der alliierten Strategie des Island Hopping übergingen wurden und kampflos das Ende des Zweiten Weltkriegs erlebten, hatte die 32. Armee weniger Glück. Sie wurde während der Schlacht um Okinawa fast vollständig vernichtet.
Nach der Kapitulation Japans löste die 10. Regionalarmee sich bis zum September 1945 selbstständig auf. Andō und sein Stab ergaben sich am 25. Oktober 1945 dem auf Taiwan gelandeten chinesischen General Chen Yi.

## Oberbefehlshaber
|                  | Name                           | Von                | Bis             |
| ---------------- | ------------------------------ | ------------------ | --------------- |
| Oberbefehlshaber | General Andō Rikichi           | 22. September 1944 | 15. August 1945 |
| Stabschef        | Generalleutnant Isayama Haruki | 22. September 1944 | 15. August 1945 |

## Untergeordnete Einheiten
Die 10. Regionalarmee setzte sich Anfang 1945 wie folgt zusammen:
- 32. Armee (ca. 100.000 Mann)
  - 9. Division*
  - 24. Division
  - 28. Division
  - 62. Division
  - 44. Selbstständige Gemischte Brigade
  - 45. Selbstständige Gemischte Brigade
  - 59. Selbstständige Gemischte Brigade
  - 60. Selbstständige Gemischte Brigade
  - 64. Selbstständige Gemischte Brigade
  - weitere kleine Einheiten
- 40. Armee (ca. 100.000 Mann)
  - 12. Division
  - 50. Division
  - 66. Division
  - 71. Division
  - 71. Selbstständige Gemischte Brigade
  - weitere kleine Einheiten
- Direkt der 10. Regionalarmee unterstellt:
  - 8. Luft-Division
  - 77. Selbstständige Gemischte Brigade

(*) Die 9. Division wurde im Januar 1940 an die 40. Armee auf Formosa überstellt